# Мурчич, Дарья Дмитриевна
Дарья Дмитриевна Мурчич (в девичестве Кушнеренко) (5 мая 1930, Новопавловка, Запорожский округ — 3 апреля 2015, Днепродзержинск, Днепропетровская область) — советская колхозница, рабочая, Герой Социалистического Труда (1949).

## Биография
Родилась 5 мая 1930 года, в селе Новопавловка Ореховского района Запорожского округа Украинской ССР (ныне Запорожской области Украины).
Трудовую деятельность начала в 13 лет — подсобной рабочей в колхозе. В возрасте 17 лет была направлена в Абхазскую АССР для сбора урожая цитрусовых. Трудилась в Кохорском совхозе Гальского района, директором которого был Александр Малакиевич Габуния.
В 1948 году получила урожай с 440 плодоносящих полновозрастных деревьев по 1210 мандаринов в среднем с дерева. Указом Президиум Верховного Совета СССР от 5 июля 1949 года за получение высоких урожаев сортового зелёного чайного листа и цитрусовых плодов при выполнении совхозами плана сдачи государству сельскохозяйственных продуктов в 1948 году и обеспеченности семенами всех культур в размере полной потребности для весеннего сева Дарье Дмитриевне Кушнеренко присвоено звание Героя Социалистического Труда с вручением ордена Ленина и золотой медали «Серп и Молот».
Этим же Указом званием Героя Социалистического Труда были награждены директор совхоза Александр Малакиевич Габуния, труженики совхоза Хута Вадалевич Жвания и Надежда Никитовна Гончарова.
Выйдя замуж, переехала в Днепродзержинск. Здесь с 1959 года работала шлифовальщицей на вагоностроительном заводе имени газеты «Правда», была членом областного и центрального комитета профсоюзов работников машиностроения. Избиралась депутатом Заводского районного совета города Днепродзержинска (1969—1985), членом Днепропетровского областного комитета Коммунистической партии Украины.
Умерла 3 апреля 2015 года на 85-м году жизни.

## Награды
- медаль «Серп и Молот» (1949);
- орден Ленина (1949);
- Медаль «В ознаменование 100-летия со дня рождения Владимира Ильича Ленина» (1970);
- медаль «Ветеран труда» (1980).